# أسقليبيوس

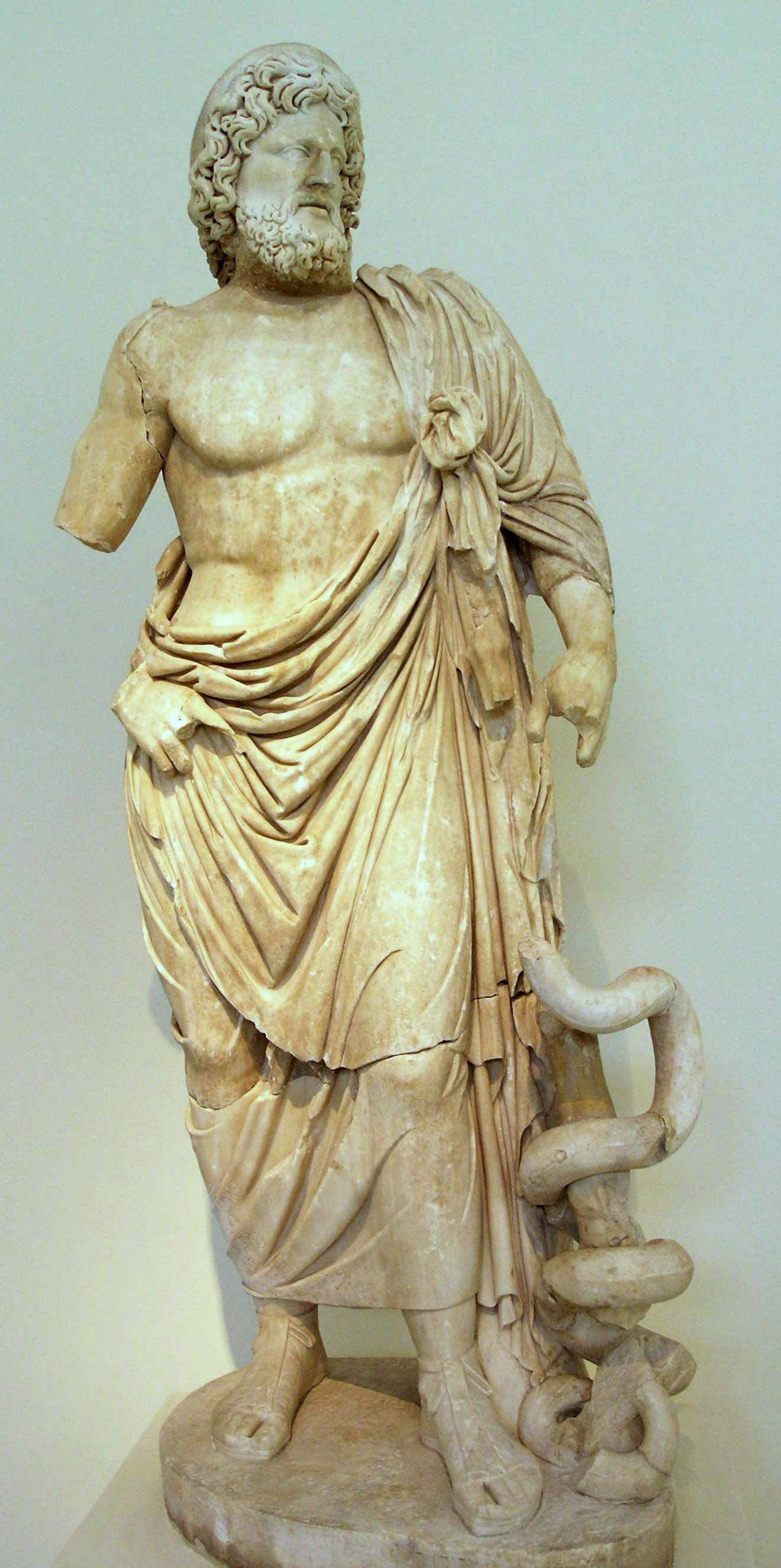
تمثال أسقليبيوس بالمتحف الوطني بأثينا

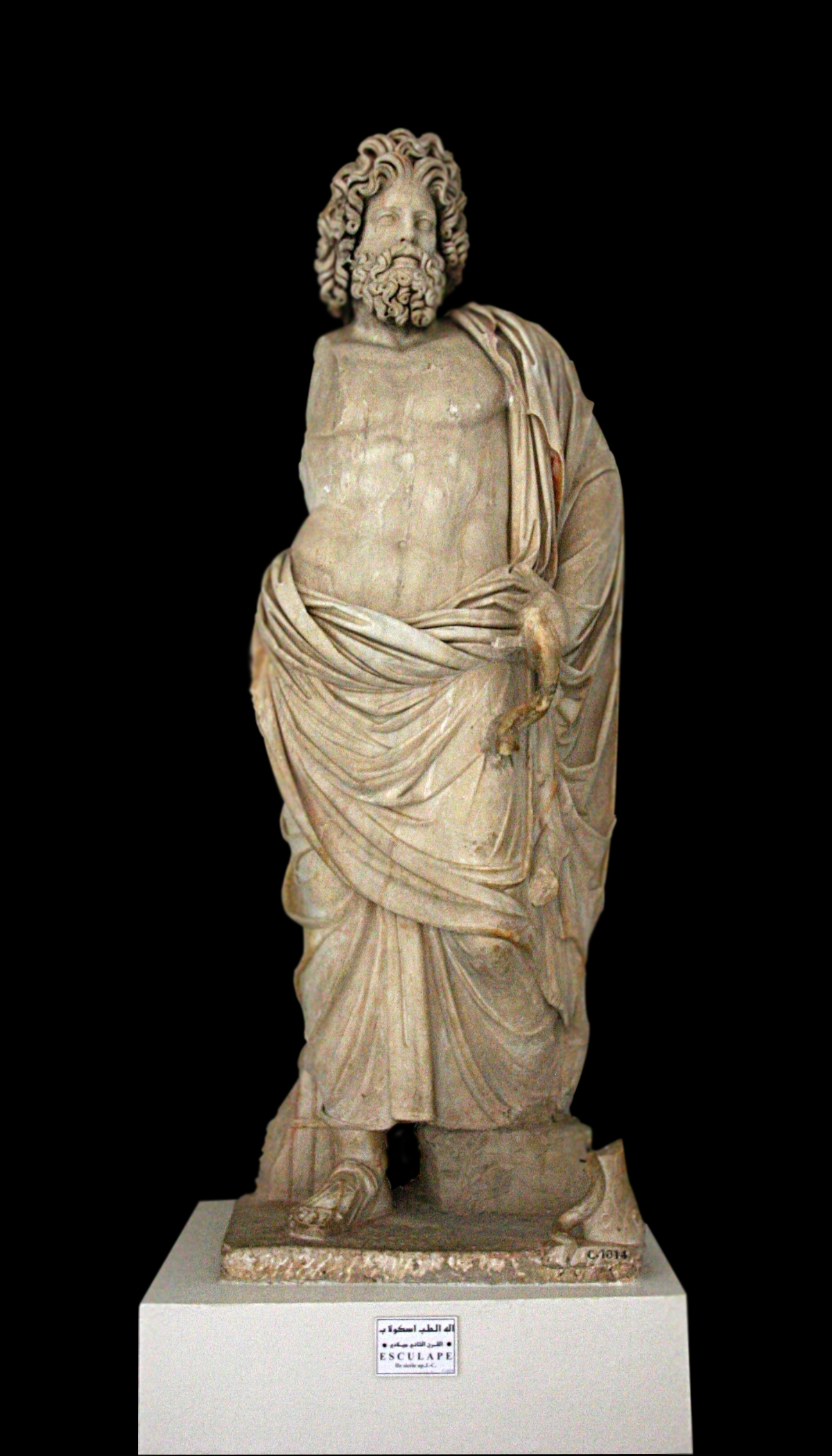
تمثال أسقليبيوس بالمتحف الوطني بباردو (تونس)

أسقليبيوس أو أسكليبيوس (من اليونانية أَسْكْلِيپْيُوسْ Ἀσκληπιός) (بالإنجليزية: Asclepius)‏ هو بطلٌ وإلهٌ للطب في الديانة والأساطير اليونانية القديمة. وهو ابن أبوللو وكورونيس. له خمس بنات:هيجيا (إلهة الصحة الجيدة والنظافة والصحة العامة)، آياسو (إلهة التعافي من المرض)، أسيسو (إلهة عملية الشفاء)، آجليا (إلهة الصحة الجيدة)، و باناسيا (إلهة الدواء والعلاج). كان مرتبطًا مع الإله المصري تحوت (إله العلم والطب والحساب) عند المصريين القدماء وإمحوتب (عالم الفلك والطب عند المصريين القدماء). كان واحدًا من أبناء أبوللو، تشارك مع أبوللو على لقب ("الشافي")  وتعد عصا أسكليبيوس التي يلتف حولها الثعبان من الرموز التي استخدمت اليوم كرمز للطب.

## قصر أبيداروس
كان أبيداروس قصر عبادة أسكلبيوس الرئيسي فكان المرضى يحجون إلى معبده حيث يقيمون فيه بضعة أيام يلتمسون فيها الشفاء من إله الشفاء.

## ولادة أسكليبيوس
تزوج أبوللو من كورونيس ابنة الملك فليجاس ملك اللابيثيين، ولم يكن قادرًا علي المكوث بجوارها طوال الوقت فقد كان لابد أن يمارس مهامه فوق جبل الأوليمبوس، ولم يكن يطمئن إلى معشوقته كورونيس، فقد كان يتوقع منها الخيانة بين حين وأخر، كان لابد من أن يفرض عليها حراسة شديدة، عٌين لحراستها طائرًا من الطيور المحببة إليه، كُلف طائر الغراب بحراستها، وأصدر أوامره إلى الغراب بمراقبتها مراقبة شديدة، كان الغراب الحارس ذات لون أبيض شديد البياض.
وعندما ذهب أبوللو لممارسة بعض مهامه، لم تكن تعلم كورونيس أنها مراقبة من ذلك الغراب، فعاد الحنين إلى كورونيس التي كانت تحب شابا من أركاديا. وانتهزت فرصة غياب أبوللو، وذهبت إلى ذلك الشاب الوسيم، كان الغراب يعتقد أنها صداقة برئية، لكنه فوجئ بأنها تستدعيه إلى فراشها، فذهب الغراب وأخبر أبوللو بما حدث.
لم يستطيع أبوللو أن يكتم غيظه، فذهب إلى شقيقته أرتميس، وراح يشكو أمامها وهو منهمرًا في البكاء، فما كان من أرتميس سواء أنه أشفقت عليه وغضبت من أجله، وأطلقت بوابل من السهام نحو المعشوقة الخائنة كورونيس حتي ماتت في الحال.

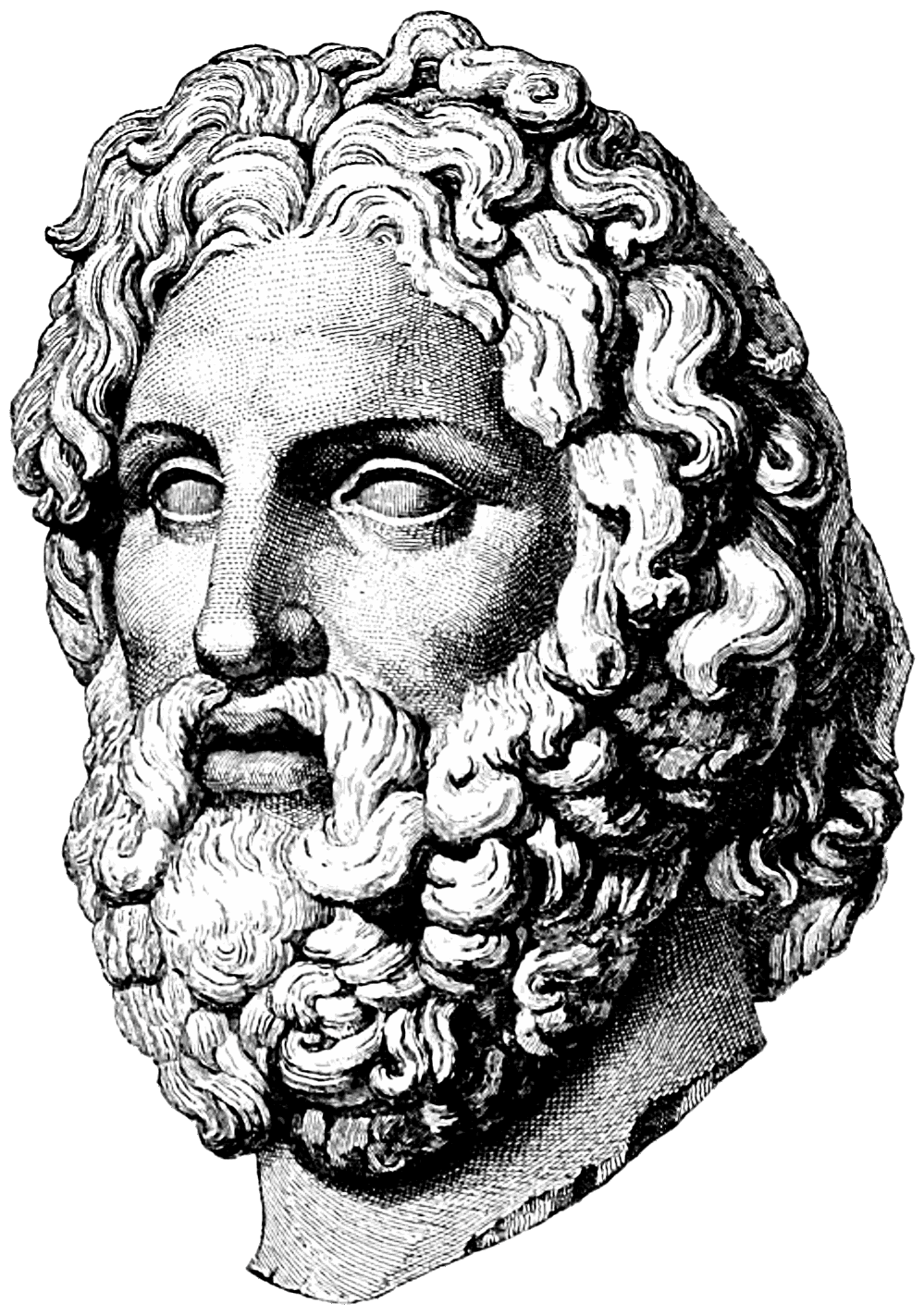
ملامح وجه زيوس تشبه وجه أسكليبيوس

وعندما علم أبوللو من أن كورونيس تحمل جنين منه، فذهب إلى الإله هرميس (رسول الآلهة) وطلب منه إحضار طفله، وبالفعل أحضر هرميس الطفل.أنقذ أبوللو طفله، وأسماه أسكليبيوس وسلمه إلى القنطور شيرون، الذي سبق وأن تعهد عددًا من الآلهة والأبطال.

## القنطور شيرون وأسكليبيوس
تولي القنطور شيرون مهمة تعليم أسكليبيوس الطب، وقد سهر علي تربية أسكليبيوس على سفوح بيليون. ظل الإله أبوللو يراقب ولده ويتابع مراحل نموه فوق جبل بيليون، وكان القنطور شيرون يعيش في كهف شهير فوق جبل بيليون، فقد كان خبيرًا في طب الأعشاب خبرة واسعة، وكثيرًا ما كان يصاحب مربيه شيرون في جولاته، فقد كان يشرح فائدة تلك الأعشاب البرية في الشفاء من الأمراض.

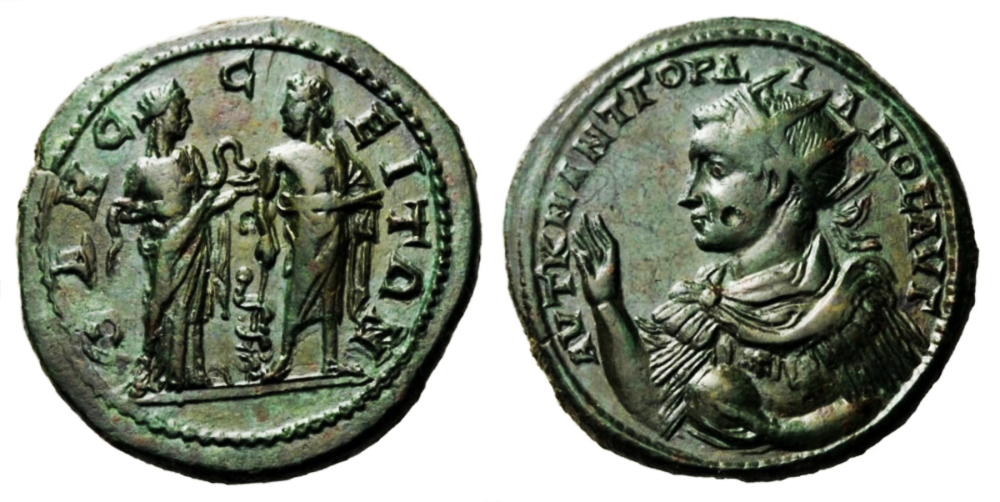
عملة رومانية تظهر في الوجه الاول من اليسار أسكليبيوس وهيجيا والوجه الآخر في اليمين يظهر الإمبراطور جورديان الثالث

## أسكليبيوس والطب
كان أسكليبيوس خارق الذكاء، وقد أصبح طبيبًا ماهرًا، لدرجة أنه تفوق علي أستاذه. فقد تعلم أيضًا علم العقاقير والأدوية وأصبح عليمًا بكل فنون السحر والشعوذة. ذاع صيته في كل أنحاء العالم القديم. وأصبح قادرًا علي شفاء جميع الأمراض، جاء إليه مرضى من كل بقاع بلاد الأغريق.لم يكن اسكليبيوس يقوم فقط بشفاء الأمراض، بل وكان يقيم الأموات من الموت لتعود للحياة مرة.
وتذكر الأساطير أسماء عددًا كبيرًا من الشخصيات التي قام أسكليبيوس بشفائها، فقد عالج البطل الأسطوري هيراكليس، أيضًا أعاد للحياة بعض الأشخاص مثل لوكورجوس وكابانيوس وجلاوكوس. وقيل أن إله العالم السفلي هاديس شكي إلى كبير الآلهة زيوس أن أسكليبيوس يعيد الحياة إلى الموتي، بذلك فإنه يتعدي حدوده.

## موت أسكليبيوس
غضب الإله زيوس (كبير الآلهة اليونانية) هو والإله هاديس (إله العالم السفلي وحاكم عالم الأموات) من أسكليبيوس لأنه أخل بالنظام والقانون، الذي سنه زيوس علي الأرض، وقتله بإحدي صواعقه الربانية، ولذلك غضب أبوللو لموت ولده أسكليبيوس. لكن الناس ظلوا يتعبدون ابن أبوللو، باعتباره الإله الشافي، وقد أقاموا الكثير من المعابد، ومن بينها معبد أسكليبيوس الشهير في أبيداوروس.

## ألقاب أسكليبيوس
لقب أسكليبيوس ببعض الألقاب مثل سوتير (المنقذ) وبايان (الطبيب). كما اكتسب أيضًا لقب زيوس-أسكليبيوس، ولقب بـ منقذ الجميع وغيرها من الألقاب.

## تماثيل أسكليبيوس
تركت لنا الأعمال التشكيلية بعض صور وتماثيل للإله أسكليبيوس من تلك الأعمال يمكن أن نتخيل صورة الإله كما تخيله الإغريق، رجل ناضج ذو لحية، يشبه في ملامحه الإله زيوس – كبير الآلهة.
وقد برع الفنانون في تعبيرات الوجه أكثر رقة وأقل صرامة. وهناك مجموعة أخرى تصوره بدون لحية، ومجموعة ثالثة تصوره طفلاً، وأهم ما يميزه هو الصولجان والحية التي غالبًا ما تظهر ملفوفة حول الصولجان، فغالبًا ما يظهر الإله وهو واقفًا أو جالسًا، وممسك بيده اليسري الصولجان ويده اليمني فوق رأس حية، وبجواره كرسي يجلس عليه كلب.

## وصلات خارجية
- تعريف أسكليبيوس في كتاب عيون الأنباء في طبقات الأطباء لابن أبي أصيبعة.